# István

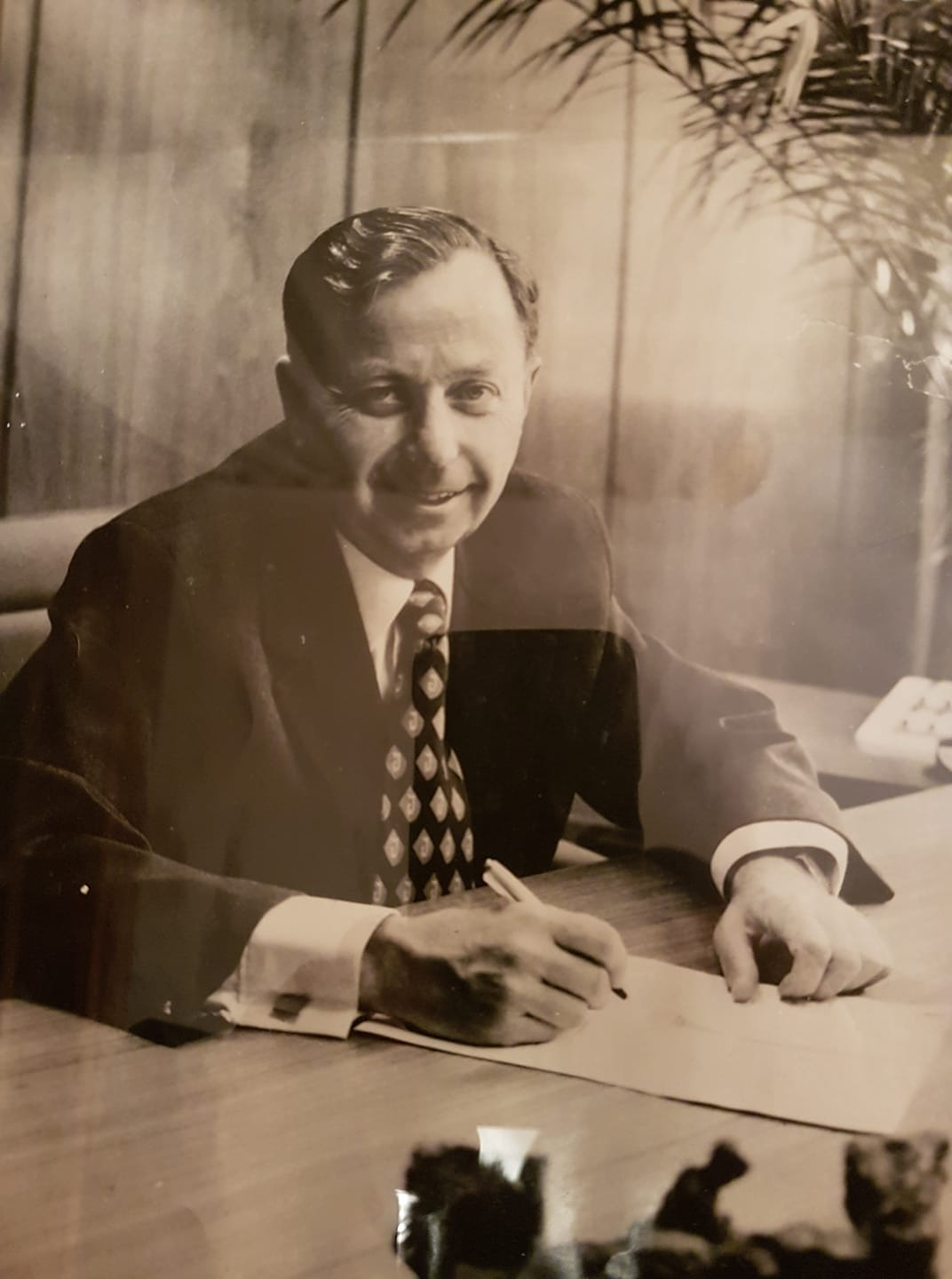
Dr. Salusinszky István en 1975

István ([ˈiʃtvaːn]) est un postnom hongrois masculin.

## Étymologie
Le nom István est un nom masculin hongrois provenant du grec Stephanos /signification: couronne (grec: στεφάνι)/, similaire au latin Stephanus, l'allemand Stephan, le slave Stepan ou Stevan. La variante médiévale hongroise est Istefán.

## Équivalents
- Étienne
- Stéphane

## Personnalités portant ce prénom
- Étienne Ier de Hongrie, en hongrois : I. István magyar király
- István Avar
- István Avar, footballeur
- István Bagyula
- Istvan Bakx
- István Balogh
- István Báncsa
- István Bárány
- István Báthory
- István Beöthy
- István Bethlen
- István Bibó
- István Bilek
- István Bittó
- István Bocskay
- István Bolkay
- István Bóna
- István Brockhauser
- Istvan Burchard-Bélavary
- István Chernel
- István Csók
- István Énekes
- István Ferenczi
- István Friedrich
- István Gaál
- István Gulyás
- István Gyenesei
- István Hiller
- István Horthy
- István Jónyer
- István Katona
- István Kemény
- István Kertész
- István Klimek
- István Kósa
- István Kovács
- István Kozma
- Istvan Lukacs
- Istvan Markó
- István Martin
- István Maylad
- István Mészáros
- István Nemeskürty
- István Nyers
- István Örkény
- István Palotás
- István Pásztor
- István Pelle
- Istvan Pely
- István Priboj
- István Rózsavölgyi
- István Sofron
- István Szabó
- István Szabó, physicien
- István Szapolyai
- István Széchenyi
- István Székely
- István Szőts
- István Tamássy
- István Tarlós
- István Tatár
- István Tisza
- István Türr
- István Vad
- Istvan Van Heuverzwyn
- István Vántus
- István Várdai
- Istvan Zavadsky
- István Zsolt